# Naria erosa
Porcelaine érodée
Espèce
Synonymes
- Cypraea erosa Linnaeus, 1758
- Erosaria sinensis Ma, 1997

Répartition géographique
Naria erosa, la Porcelaine érodée, est une espèce de mollusques gastéropodes de la famille des Cypraeidae (« porcelaines »).

## Description

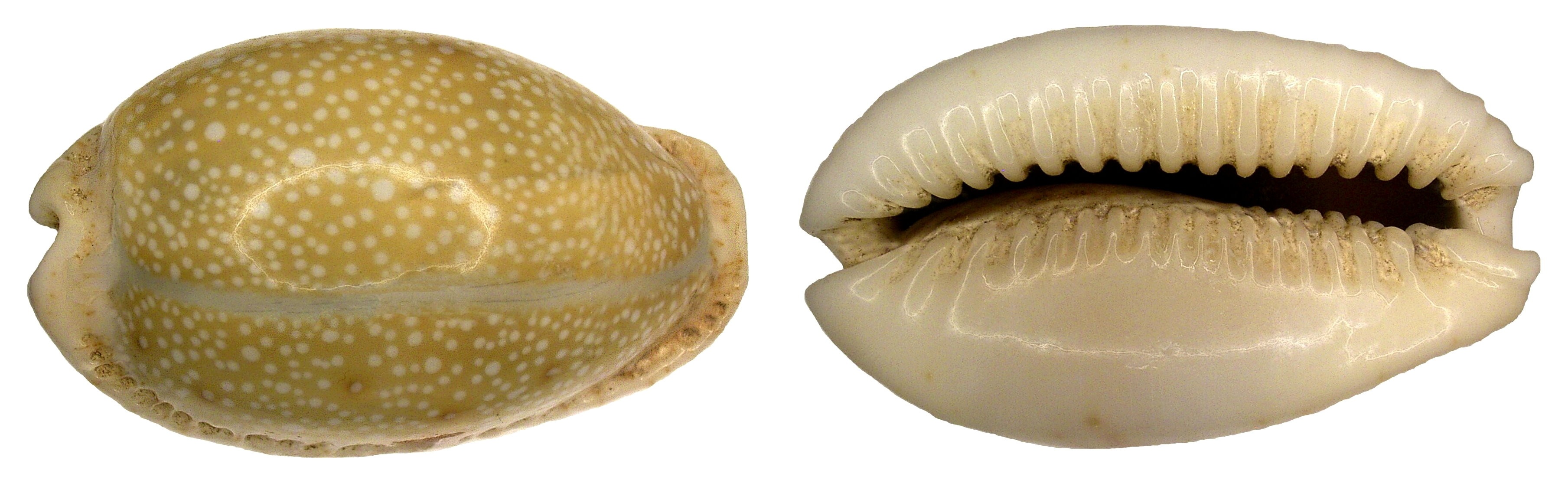

C'est une petite porcelaine (3 à 4 cm), au dos gris, rosé, jaune ou ocre ponctué de pois blancs et marbré de zones plus foncées. A la base, blanche claire et striée de brun, les pois sont plus foncés. De chaque côté on trouve une tache foncée grossièrement rectangulaire. Le manteau est hérissé de très nombreux tentacules se terminant en bouquets de pointes coniques. 

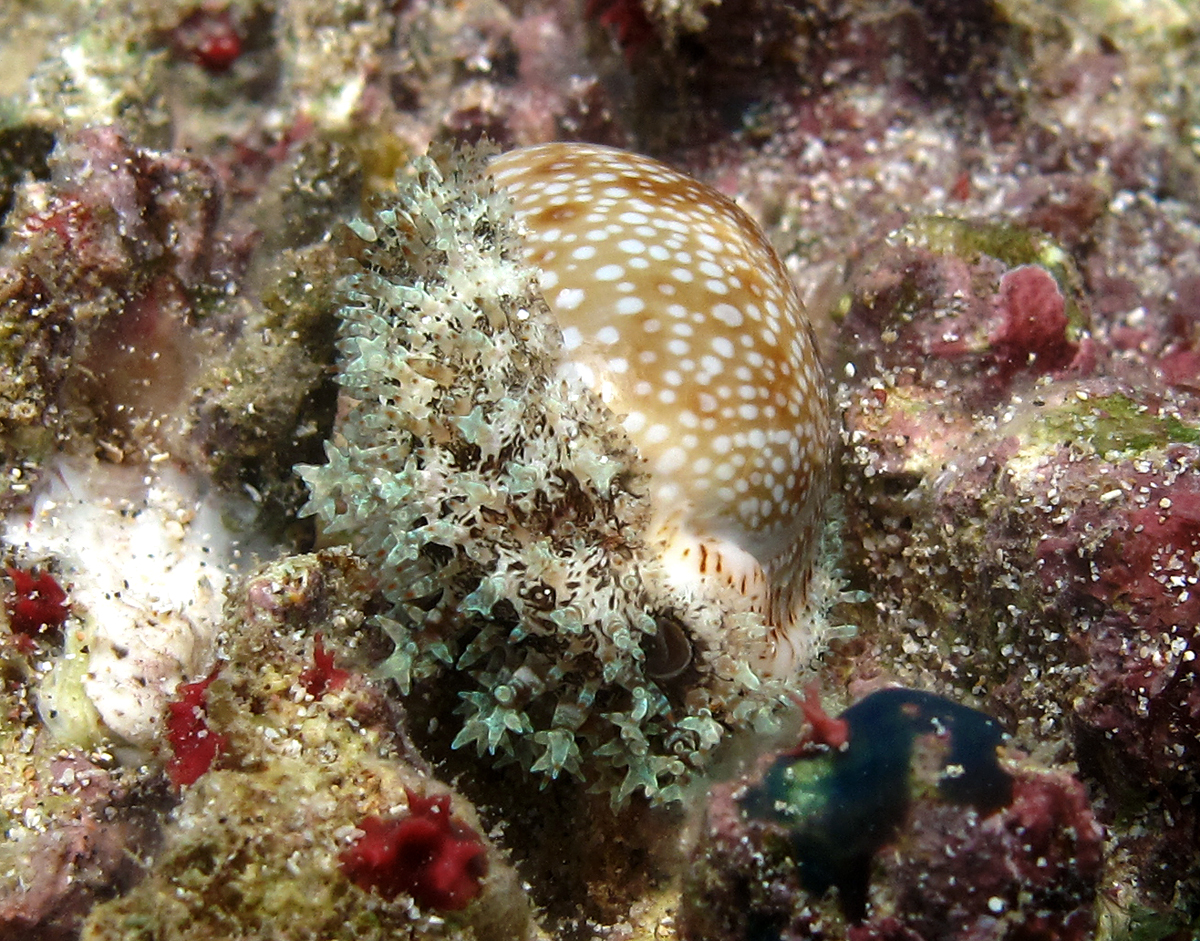
Spécimen vivant à La Réunion.
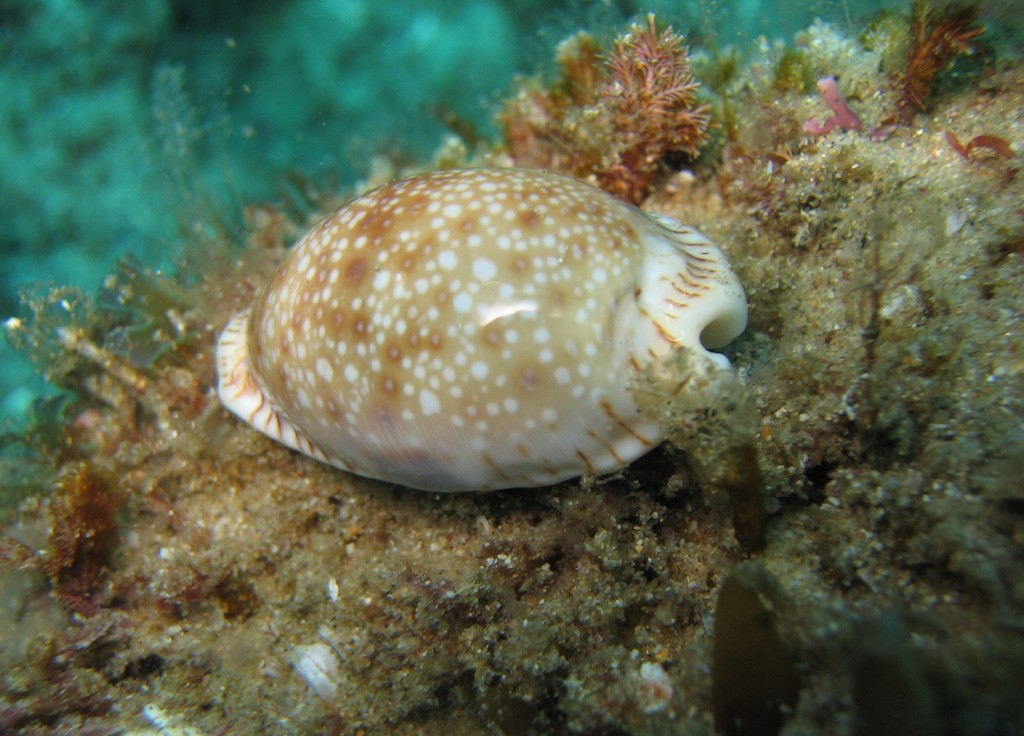
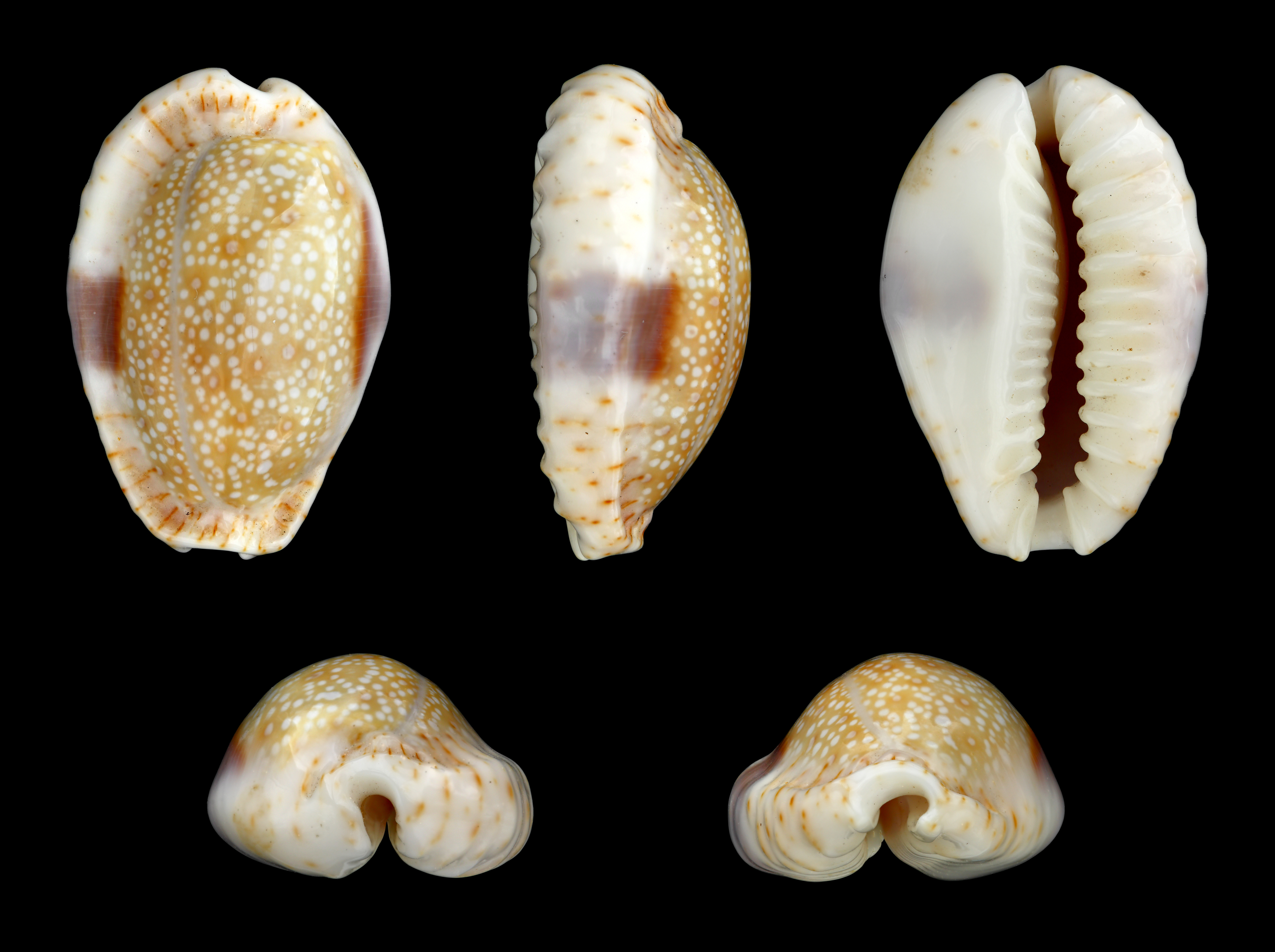
Détails de la coquille.

## Répartition et habitat
On rencontre cette porcelaine dans la zone Indo-pacifique tropicale, principalement dans les écosystèmes coralliens, entre la surface et une dizaine de mètres de profondeur. Elle est fréquente dans la region Indo-malaisienne et aux Philippines.

## Écologie et comportement
Cette porcelaine vit cachée la journée, le manteau rentré dans la coquille. Elle sort de nuit pour se nourrir, principalement d'algues qu'elle broute au moyen de sa radula, le manteau lui permettant de se camoufler et de percevoir son environnement. 

## Liste des sous-espèces
Selon World Register of Marine Species (23 février 2014) :
- sous-espèce Naria erosa chlorizans (Melvill, 1888)
- sous-espèce Naria erosa erosa (Linnaeus, 1758)
- sous-espèce Naria erosa fuscocincta Bozzetti, 2008